# Вірменія на зимових Олімпійських іграх 2002
Вірменію на Олімпійських іграх у Солт-Лейк-Сіті представляли 9 спортсменів у 4-х видах спорту. Медалей на цих Іграх вірменським спортсменам завоювати не вдалося.

## Результати

### Бобслей
чоловіки
Дан Джанджігян та Георгос Олександру — 33 місце серед екіпажів-двійок.

### Гірськолижний спорт
Чоловіки
Арсен Харутюнян — не фінішував у кваліфікації слалому
Жінки
Ванесса Ракеджян — 29 місце у слаломі (результат 1.42,66), 47 місце у гігантському слаломі (результат 3.03,71)

### Лижні перегони
Чоловіки
Арам Хаджіян
- — 30 км, 64 місце, результат 1:24.07,5
- — 15 км, 66 місце, результат 46.42,9
- — гонка переслідування 10+10 км, 74 місце, результат 31.52,7
- — 50 км, 57 місце, результат 2:48.48,1

Жінки
Маргарита Ніколян
- — 15 км, діскваліфіцована
- — 10 км, 58 місце, результат 38.16,4
- — гонка переслідування 5+5 км, 71 місце, результат 17.23,6

### Фігурне катання
| Спортсмен                        | Дисципліна | Місце в КП | Місце в ДП | Підсумкове місце |
| -------------------------------- | ---------- | ---------- | ---------- | ---------------- |
| Юлія Лебедєва                    | Жінки      | 27         | -          | 27               |
| Марина Красільцева Артем Значков | Пари       | 20         | 20         | 20               |

- — Примітка: КП— коротка програма, ДП — довільна програма